# Lois Nettleton
Lois June Nettleton (6 de agosto de 1927 – 18 de enero de 2008) fue una actriz teatral, cinematográfica y televisiva estadounidense. Además fue Miss Chicago en 1948 y semifinalista ese año del certamen de Miss America.

## Primeros años
Nacida en Oak Park (Illinois), en el área metropolitana de Chicago, sus padres eran Edward y Virginia Nettleton. Inició su carrera profesional en 1949. En sus comienzos fue sustituta de Barbara Bel Geddes en la producción original en el circuito de Broadway de la obra de Tennessee Williams La gata sobre el tejado de zinc, y su primera actuación televisiva tuvo lugar en Captain Video and His Video Rangers.

## Carrera interpretativa

### Papeles televisivos/Nominaciones a los Emmy
Nettleton fue artista invitada en docenas de shows. Entre ellos figuran los siguientes: The Twilight Zone, en el episodio 'The Midnight Sun' (1961); Ruta 66; El virginiano; The Eleventh Hour; Galería Nocturna, en un episodio de la segunda temporada, el titulado "I'll Never Leave You—Ever"; El fugitivo; The Mary Tyler Moore Show; Kung Fu; Centennial; Cagney & Lacey; Seinfeld; Baywatch Nights; Murder, She Wrote; y Babylon 5, en el capítulo "Soul Mates" (1994).
En 1987 hizo el papel de Penny VanderHof Sycamore en la versión televisiva de la comedia de Moss Hart y George S. Kaufman You Can't Take It With You, producción en la que trabajó con Harry Morgan (actor famoso por M*A*S*H) y Richard Sanders (WKRP in Cincinnati). También fue una frecuente artista invitada en varias versiones del concurso Pyramid desde la década de 1970 hasta 1991. Otro de sus papeles televisivos fue el de la asesina Maud Wendell en la miniserie Centennial.
Nettleton ganó dos Premios Emmy a lo largo de su carrera. Uno fue por "The American Woman: Profiles in Courage" (1977), y otro por "A Gun For Mandy" (1983), un episodio de la producción religiosa "Insight." Además fue nominada al Emmy por un episodio de The Golden Girls titulado "Isn't It Romantic?," en el cual encarnaba a una amiga de estudios de "Dorothy", por su actuación en el telefilme Fear on Trial (1975) y por un papel recurrente en la serie In the Heat of the Night (1989). Además ganó dos Premios Daytime Emmy por su participación en General Hospital.

### Teatro
Nettleton fue nominada a un Premio Tony por su actuación como "Amy" en la versión puesta en escena en 1976 de They Knew What They Wanted. Además, fue alabada por la crítica cuando interpretó a Blanche DuBois en la versión de 1973 de Un tranvía llamado Deseo. Otros de sus trabajos en el circuito de Broadway tuvieron lugar en producciones de Darkness at Noon y Silent Night, Lonely Night.
También actuó en el circuito Off-Broadway, en una producción de 1959 de Look Charlie, escrita por su futuro marido, el humorista Jean Shepherd. Nettleton siguió actuando en el teatro con setenta años cumplidos. Su última interpretación tuvo lugar en 2004, en una obra Off-Broadway titulada How to Build a Better Tulip.

### Cine
Entre sus papeles cinematográficos se incluye el film basado en una obra de Tennessee Williams Period of Adjustment (Reajuste matrimonial), el dirigido por Elia Kazan A Face in the Crowd, y La casa más divertida de Texas, con dirección de Colin Higgins. En 1964 hizo el papel de una novia en el western Mail Order Bride (Al oeste de Montana), film también protagonizado por Buddy Ebsen y Keir Dullea, y en 1964 trabajó con James Coburn en otro western, The Honkers. 

### Actriz de voz
En sus últimos años hizo varios trabajos de voz para Disney, tales como el papel de Maléfica en House of Mouse, y también dio voz a una diosa del videojuego Herc's Adventures.

## Vida personal
Nettleton estuvo casada con Jean Shepherd, que presentaba un programa nocturno radiofónico en la  WOR-AM. Ella participó de modo regular en el mismo, siendo conocida entre los oyentes como "The Caller." La pareja se casó en 1960 y se divorció siete años más tarde. No tuvieron hijos.
Nettleton actuó en un telefilme especial navideño en 2006, "The Christmas Card," y su última aparición pública fue en el año 2007 en la Convención Twilight Zone, celebrada en Hasbrouck Heights, Nueva Jersey. Falleció en 2008 a causa de un cáncer de pulmón en Woodland Hills (Los Ángeles), California. Tenía 80 años de edad. Fue enterrada en el Cementerio Saint Raymond de la ciudad de Nueva York.